# Шафранович, Яцек
Яцек Шафранович (пол. Jacek Szafranowicz; род. 11 ноября 1983, Гданьск, Польша) — польский поэт, переводчик, журналист.

## Биография
Изучал польскую филологию в Гданьском университете. В 2009 году участвовал в 6-м выпуске Поморских киностудий в Гдыне.
В настоящее время живёт в Сопоте.

## Поэзия и проза
Дебютировал в 2005 году со стихотворным блоком в Migotania. Позже публиковался в таких польских журналах, как Przekrój, Bliza, Autograf, Kino и Czas Literatury.  
В 2021 году опубликовал прозу "Сны из карантина" (польск. Sny z kwarantanny), написанную в 2020 году во время пандемии COVID-19.

## Переводческая деятельность
В 2023 году перевел дневниковые записи Чарльза Буковски "Кот из дома - мыши в пляс" (польск. Gdy kota nie ma, myszy harcują) для Noir sur Blanc.

## Журналистика
В 2009 году взял на себя роль редактора раздела фильмов в музыкальном квартальном Blackastrial. Там проработал до расформирования редколлегии в 2011 году.
В ноябре 2021 года объединился с блогом Jeszcze tego nie słyszałeś. Там опубликовал, среди прочего, панегирик о Дженезис Пи-Орридж.
В 2023 году опубликовал в Zupełnie Inna Opowieść биографию писателя-фантаста Войцеха Гунии под названием "Человек за стеной" (польск. Człowiek za murem).